# Paroisses du diocèse d'Aoste
Pour un article plus général, voir Diocèse d'Aoste.
Le Diocèse d'Aoste s'étend sur une zone de 3 262 km2, pour une population de 124 352 habitants.
Il recouvre la région autonome Vallée d'Aoste et fait partie de la région ecclésiastique du Piémont.
Allein
- Étienne protomartyr

Antey-Saint-André
- André l'apôtre

Aoste
- Jean le Baptiste (la cathédrale)
- Marie immaculée (quartier Cogne)
- Anselme d'Aoste (quartier Doire)
- Ours d'Aoste (Bourg Saint-Ours)
- Laurent de Rome
- Étienne protomartyr (quartier Saint-Étienne)
- Saint-Martin-de-Corléans
- Notre-Dame-des-Neiges (hameau de Porossan)
- Saint Nicolas et Sainte Barbe (hameau d'Excenex)
- Bernard du Mont-Joux (hameau de Signayes)

Arnad
- Martin de Tours
- Notre-Dame des Neiges (hameau de Machaby)

Arvier
- Sulpice le Pieux

Avise
- Brice de Tours

Ayas
- Martin de Tours (hameau d'Antagnod)
- Sainte Anne (hameau de Champoluc)

Aymavilles
- Christ-Roi

Bard
- l'Assomption de Marie

Bionaz
- Marguerite d'Antioche

Brissogne
- Catherine d'Alexandrie

Brusson
- Maurice d'Agaune

Challand-Saint-Anselme
- Anselme d'Aoste

Challand-Saint-Victor
- Victor de Soleure

Chambave
- Laurent de Rome

Chamois
- Pantaléon de Nicomédie

Champdepraz
- François de Sales

Champorcher
- Nicolas de Myre

Charvensod
- Colombe de Sens

Châtillon
- Pierre l'apôtre

Cogne
- Ours d'Aoste

Courmayeur
- Pantaléon de Nicomédie
- Marguerite d'Antioche (hameau d'Entrèves)

Donnas
- Saint-Pierre-aux-Liens
- Nativité de Marie (hameau de Vert)

Doues
- Blaise de Sébaste

Émarèse
- Pantaléon de Nicomédie

Étroubles
- l'Assomption de Marie

Fénis
- Maurice d'Agaune

Fontainemore
- Antoine le Grand

Gaby
- Michel l'archange

Gignod
- Hilaire de Poitiers

Gressan
- Étienne protomartyr

Gressoney-La-Trinité
- la Trinité

Gressoney-Saint-Jean
- Jean le Baptiste

Hône
- Georges de Lydda

Introd
- la Conversion de saint Paul

Issime
- Jacques de Zébédée

Issogne
- l'Assomption de Marie

Jovençan
- Ours d'Aoste

La Magdeleine
- Marie-Madeleine

La Salle
- Cassien d'Imola
- Ours d'Aoste (hameau de Derby)

La Thuile
- Nicolas de Myre

Lillianes
- Roch de Montpellier

Montjovet
- Nativité de Marie
- Germain d'Auxerre (hameau de Saint-Germain)

Morgex
- l'Assomption de Marie

Nus
- Hilaire de Poitiers
- Barthélemy l'apôtre (Vallon de Saint-Barthélemy)

Ollomont
- Augustin d'Hippone

Oyace
- Michel l'archange

Perloz
- le Saint-Sauveur

Pollein
- Georges de Lydda

Pontboset
- Grat d'Aoste

Pontey
- Martin de Tours

Pont-Saint-Martin
- Laurent de Rome

Pré-Saint-Didier
- Laurent de Rome

Quart
- Eusèbe de Milan (hameau du Bas-Villair)
- Sébastien le martyr (hameau de Ville-sur-Nus)

Rhêmes-Notre-Dame
- la Visitation de la Vierge Marie

Rhêmes-Saint-Georges
- Georges de Lydda

Roisan
- Victor de Soleure

Saint-Christophe
- Christophe de Lycie

Saint-Denis
- Denis de Paris

Saint-Marcel
- Marcel Ier

Saint-Nicolas
- Nicolas de Myre

Saint-Oyen
- Oyend de Condat

Saint-Pierre
- Pierre l'apôtre

Saint-Rhémy-en-Bosses
- Remi de Reims (hameau de Saint-Rhémy)
- Léonard de Noblac (hameau de Saint-Léonard)

Saint-Vincent
- Vincent de Saragosse

Sarre
- Maurice d'Agaune (hameau de Saint-Maurice)
- Eustache de Fly (hameau de Chésallet)

Torgnon
- Martin de Tours (Église Saint-Martin)

Valgrisenche
- Grat d'Aoste

Valpelline
- Pantaléon de Nicomédie

Valsavarenche
- Notre-Dame du Mont-Carmel

Valtournenche
- Antoine le Grand
- Marie-Reine de la Vallée d'Aoste (hameau du Le Breuil)

Verrayes
- Martin de Tours (chef-lieu)
- Martin de Tours (hameau de Diémoz)

Verrès
- Gilles l'Ermite

Villeneuve
- l'Assomption de Marie